# Василий Мстиславич
Василий Мстиславич (умер в середине марта 1218, Торжок, Новгородская земля) — князь Новоторжский, старший сын Мстислава Мстиславича Удатного, местный новгородский святой.

## Биография
Василий был старшим сыном новгородского князя Мстислава Мстиславича Удатного и его жены Марии (дочери половецкого хана Котяна). Он упоминается в летописях только дважды. В 1217 году, отправляясь в Киев, Мстислав оставил жену и Василия в Новгороде; в 1218 году он взял сына с собой в Торжок, там Василий заболел и умер (в середине марта). Тело привезли в Новгород и похоронили 1 апреля в приделе Рождества Богородицы Софийского собора рядом с дедом — Мстиславом Ростиславичем Храбрым. Гробница была найдена при раскопках в 1955 году.
В 1439 году началось почитание Василия как местного святого: под 4 октября было установлено панихидное поминовение новгородских князей и святителей, погребённых в Софийском соборе. Василий упомянут в «Описании о Российских святых», созданном в конце XVII—XVIII веках. Имя Василия в 1981 году включено в Собор Новгородских святых.